# Дэвис, Виктор (композитор)
Виктор Альберт Дэвис (англ. Victor Albert Davies) — канадский композитор, музыкант и дирижер второй половины XX — начала XXI века. Автор музыки к многочисленным телевизионным передачам, сериалам и фильмам, сценическим произведениям крупных жанров, классических композиций для инструментальных и вокальных ансамблей и солистов. Президент Канадской лиги композиторов (1979—1982). Лауреат премии «Джемини» за оригинальную музыку к документальному фильму (Honour Before Glory, 2002), кавалер ордена Канады (2015).

## Биография
Родился в Виннипеге в 1939 году. В детстве учился игре на скрипке и фортепиано, пел в церковных хорах, позже играл в джаз-бандах и рок-группах. Посещал Манитобский университет, где учился у Рональда Гибсона и Пегги Сэмсон. В 1959 году занимал должность органиста и хормейстера в уэслианской объединённой церкви Виннипега. Продолжил музыкальное образование в США, где изучал композицию и окончил Индианский университет в 1964 году со степенью бакалавра музыки. Позже, в 1969 году, посещал в Швейцарии семинар дирижерского искусства Пьера Булеза.
В год окончания университета занял должность музыкального директора в Театральном центре Манитобы, в 1966—1970 годах сотрудничал с CBC как композитор, аранжировщик и дирижер. В 1968—1970 годах был лидером джазового ансамбля третьего течения, для которого сам сочинял музыку. С 1970 года работал как независимый композитор и аранжировщик. В 1977 году переехал в Торонто.
В 1979—1982 году занимал пост президента Канадской лиги композиторов, с 1997 года — член совета директоров Общества композиторов, авторов и музыкальных издателей Канады.

## Творчество
«Энциклопедия музыки в Канаде» цитирует журнал Canadian Composer, определяющий музыку Дэвиса как «счастливую, веселую и поднимающую настроение». В творчестве композитора встречались разнообразные исторические и современные стили и техники, включая додекафонию и алеаторику, но как правило он тяготел к простым, изящным, запоминаемым мелодиям, отвергая искусственную интеллектуализацию и стремление к «инаковости» как социально безответственные. Дэвис называл себя популистом и утверждал, что композитор должен приносить общественную пользу.
Одним из первых произведений, принесших Дэвису известность как композитору, стал Меннонитский фортепианный концерт, написанный по заказу Фонда Б. Б. Фаста. Произведение впервые прозвучало в октябре 1975 года в исполнении Виннипегского симфонического оркестра под управлением Билла Берга. Партию фортепиано исполняла Ирмгард Берг, в 1983 году также записавшая это произведение с Лондонским симфоническим оркестром. Еще одно известное произведение Дэвиса — оратория «Откровение» (по Откровению Иоанна Богослова) — впервые прозвучало в феврале 1996 года в исполнении Виннипегского симфонического оркестра и Меннонитского ораторного хора под управлением Брамуэлла Тови. В 1999 году Дэвису было доверено сочинение музыки для церемоний открытия и закрытия Панамериканских игр, проходивших в Виннипеге.
Дэвис написал музыку для ряда сценических постановок крупных жанров. В их числе рок-опера «Беовульф» (либретто Б. Дж. Уайли, 1974), мюзиклы «Особенно Бейб» (либретто М. Шаматы, 1979) и «Как важно быть серьёзным» (по мотивам одноименной пьесы Оскара Уайльда, 2005), балет The Big Top (заказ Королевского балета Виннипега, 1985), опера «Прохождение Венеры» (либретто М. Хантер, 2007).
Активно писал музыку для телевидения и кино. Создал более 600 песен для детских телепрограмм «Let’s Go» и «The Rockets», выходивших на канале CTV. Художественные фильмы, для которых Дэвис писал музыку, включают «Последнюю зиму» (англ. The Last Winter, 1990), «Принц-Щелкунчик» (The Nutcracker Prince, 1991), «Мгновения любви» (For the Moment, 1994), «Природу вещей» (The Nature of Things, 2002). В 2002 году завоевал премию «Джемини» за лучшую оригинальную музыку к документальной программе или сериалу за фильм «Честь прежде славы» (Honour Before Glory).

## Награды и звания
- 2002 — «Джемини» за лучшую оригинальную музыку к документальной программе или сериалу[2][5].
- 2007 — почетный доктор Манитобского университета[6].
- 2015 — орден Канады[7].